# Zweibrücken Hauptbahnhof
Zweibrücken Hauptbahnhof is een spoorwegstation in de Duitse plaats Zweibrücken.   